# Semperova opera
Semperova opera, německy a někdy česky Semperoper, je operní dům Saské státní opery a koncertní sál orchestru Sächsische Staatskapelle Dresden (Saský státní orchestr Drážďany). Je také domovem Semperova baletu. Budova opery se nachází v blízkosti řeky Labe v historickém centru hlavního města německé spolkové země Sasko Drážďan.
Operní dům byl původně postaven architektem Gottfriedem Semperem v roce 1841. Po ničivém požáru v roce 1869 byla budova přestavěna, částečně opět Semperem, a dokončena v roce 1878. Za druhé světové války byla vybombardována a těžce poškozena. Třetí otevření proběhlo po dlouhé rekonstrukci a znovuvýstavbě v roce 1985. 
Semperova opera má dlouhou historii uvádění světových premiér, včetně významných děl Richarda Wagnera a Richarda Strausse.

## Historie
Poblíž Semperoper se již mezi lety 1719–1849 nalézal menší operní dům, který byl schopen pojmout na 2 000 hostů. Svému účelu sloužil ale jen do roku 1763.

### První stavba
Mezi lety 1838–1841 byla naproti Rezidenčnímu zámku postavena architektem Semperem budova Královského dvorního divadla, která se svým zevnějškem blížila stylu rané renesance. Během požáru roku 1869 bylo divadlo zcela zničeno. Několik týdnů po požáru byl nedaleko postaven provizorní divadelní areál, jenž byl schopen pojmout až 1 800 lidí.

### Druhá stavba
Gottfried Semper musel kvůli své účasti na Májovém povstání roku 1849 uprchnout a nesměl se mnoho let do saského království vrátit. Druhou budovu Královského dvorního divadla, s jejíž výstavbou bylo započato už roku 1871, projektoval proto ze zahraničí. Stavbu samotnou vedl jeho nejstarší syn Manfred Semper. Druhé divadlo bylo dokončeno roku 1878.
13. a 14. února 1945 bylo divadlo spojeneckými nálety těžce poškozeno a z větší části vyhořelo.

### Třetí stavba
Po válce se hrálo od roku 1948 v prostorách Státního divadla vedle Zwingeru. V budově Semperoper probíhaly mezi lety 1946–1955 zajišťovací práce. V 60. a 70. letech pak bylo za účelem obnovy vypracováno několik koncepčních studií.
Roku 1977 byl položen základní kámen a byla zahájena náročná znovuvýstavba. Přitom byl výrazně zvětšen prostor pro diváky a bylo rozšířeno jeviště. Počet míst k sezení byl zredukován na 1 300. Jinak byla Semperova opera vystavěna dle Semperových původních návrhů z 19. století. K historické opeře byla dodatečně přistavěna moderní budova, která slouží ke zkouškám. Mimo jiné se zde nalézají i správní prostory.
13. února 1985, v den 40. výročí bombardování Drážďan, byla opera opět otevřena pro veřejnost.
V rámci oslav výročí 800 let od založení Drážďan byl v lednu 2006 uspořádán operní ples (Dresdner Opernball), který navazoval na tradici plesů, jež se pravidelně konaly mezi oběma světovými válkami. Od té doby se ples koná každoročně a účastní se jej mnoho významných osobností kulturního i politického života.

## Umělci spojení se Semperovou operou

### Dirigenti
Časové rozpětí udává období, ve kterém dirigent na Semperově opeře působil. 
- Carl Gottlieb Reißiger
- Richard Wagner
- Ernst von Schuch (1889–1914)
- Fritz Reiner (1914–1921)
- Fritz Busch (1922–1933)
- Karl Böhm (1934–1942)
- Karl Elmendorff (1943–1944)
- Joseph Keilberth (1945–1951)
- Rudolf Kempe (1949–1952)
- Otmar Suitner (1960–1964)
- Kurt Sanderling (1964–1967)
- Herbert Blomstedt (1975–1985)
- Hans Vonk (1985–1990)
- Giuseppe Sinopoli (1992–2001)
- Semjon Byčkov (2001–2002)
- Bernard Haitink (2002–2004)
- Fabio Luisi (2007–2010)
- Christian Thielemann (2012–2024)
- Daniele Gatti (2024–současnost)

### Pěvkyně a pěvci
- Bernd Aldenhoff
- Elisabeth Höngen
- Friedrich Plaschke
- Elisabeth Rethberg
- Ernestine Schumann-Heink
- Erna Sack
- Richard Tauber
- Tino Pattiera
- Meta Seinemeyer
- Margarethe Siems
- Therese Malten
- Edda Moser
- Minnie Nast
- Eva von der Osten
- Hermann Wedekind
- Marie Wittich

## Operní premiéry
- 1842: Richard Wagner – Rienzi, 20. října
- 1843: Richard Wagner – Bludný Holanďan, 2. ledna
- 1845: Richard Wagner – Tannhäuser, 19. října
- 1895: Eugen d'Albert – Ghismonda, 28. listopadu
- 1901: Richard Strauss – Feuersnot, 22. listopadu
- 1905: Richard Strauss – Salome, 9. prosince
- 1909: Richard Strauss – Elektra, 25. ledna
- 1911: Richard Strauss – Růžový kavalír, 26. ledna
- 1913: Ermanno Wolf-Ferrari – L'amore medico, 4. prosince
- 1916: Eugen d'Albert – Die toten Augen, 5. března
- 1917: Hans Pfitzner – Das Christ-Elflein (2. verze), 11. prosince
- 1924: Richard Strauss – Intermezzo, 4. listopadu
- 1925: Ferruccio Busoni – Doktor Faust, 21. května
- 1926: Kurt Weill – Der Protagonist, 27. března
- 1926: Paul Hindemith – Cardillac, 9. listopadu
- 1927: Emil von Reznicek – Spiel oder Ernst
- 1927: Othmar Schoeck – Penthesilea, 8. ledna
- 1928: Richard Strauss – Die ägyptische Helena, 6. června
- 1930: Othmar Schoeck – Vom Fischer and syner Fru, 3. října
- 1932: Eugen d'Albert – Mr Wu
- 1933: Richard Strauss – Arabella, 1. července
- 1935: Richard Strauss – Die schweigsame Frau, 24. června
- 1935: Rudolf Wagner-Régeny – Der Günstling, 20. února
- 1937: Othmar Schoeck – Massimilla Doni, 2. března
- 1938: Richard Strauss – Daphne, 15. října
- 1940: Heinrich Sutermeister – Romeo und Julia, 13. dubna
- 1942: Heinrich Sutermeister – Die Zauberinsel, 31. října
- 1944: Gottfried von Einem – Prinzessin Turandot, 5. února
- 1944: Joseph Haas – Die Hochzeit des Jobs, 2. července
- 1985: Siegfried Matthus – Die Weise von Liebe und Tod des Cornets Christoph Rilke, 16. února
- 1989: Eckehard Meyer – Der goldene Topf, 1989
- 1998: Matthias Pintscher – Thomas Chatterton, 25. května
- 2001: Peter Ruzicka – Celan, 25. března
- 2008: Manfred Trojahn – La grande magia, 10. května
- 2010: Hans Werner Henze – Gisela (drážďanská verze), 20. listopadu
- 2011: Miroslav Srnka – Jakub Flügelbunt , 15. prosince
- 2012: Johannes Wulff-Woesten – Die Konferenz der Tiere, 8. července
- 2013: Johannes Wulff-Woesten – Prinz Bussel, 27. dubna

## Galerie

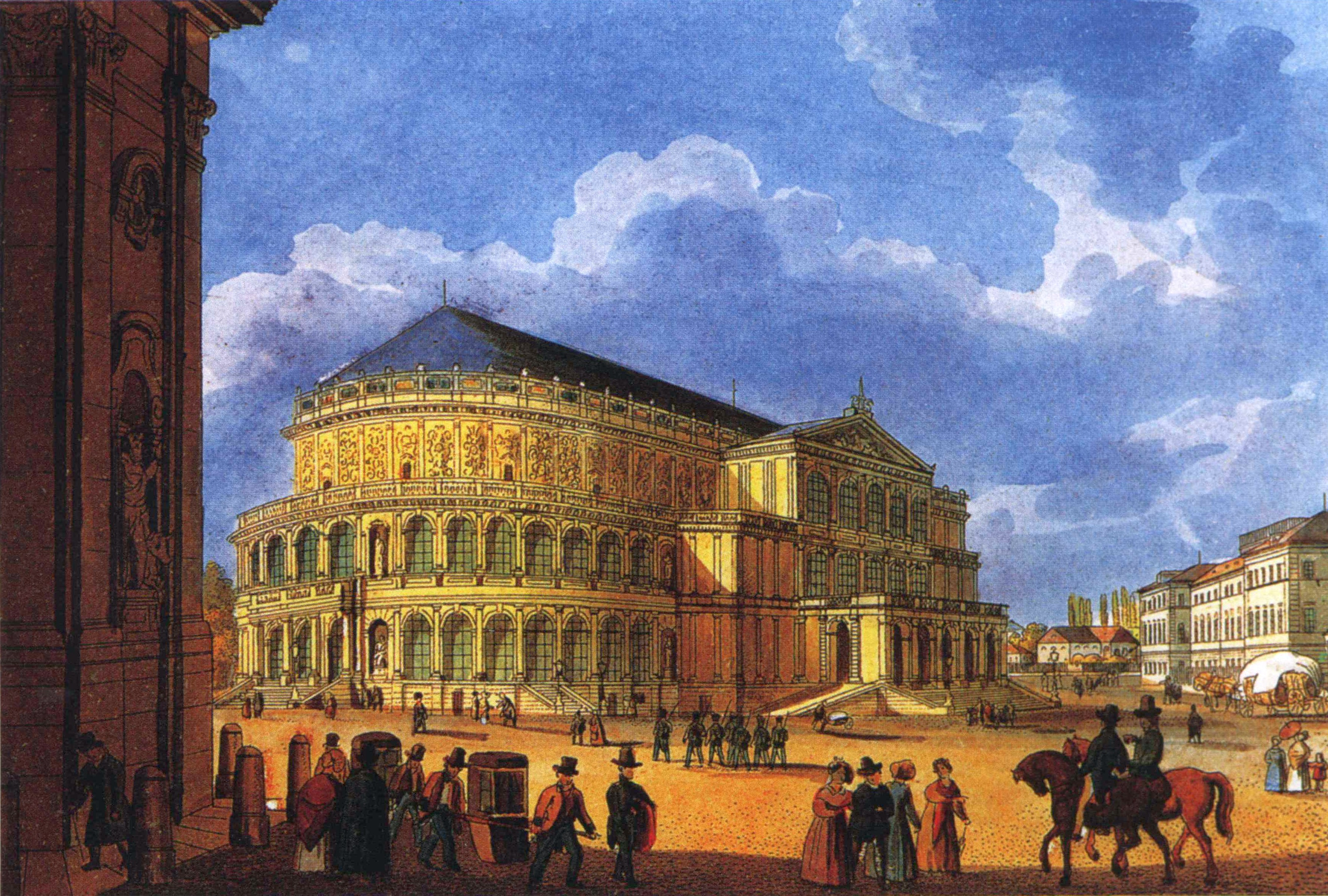
První opera kolem roku 1850
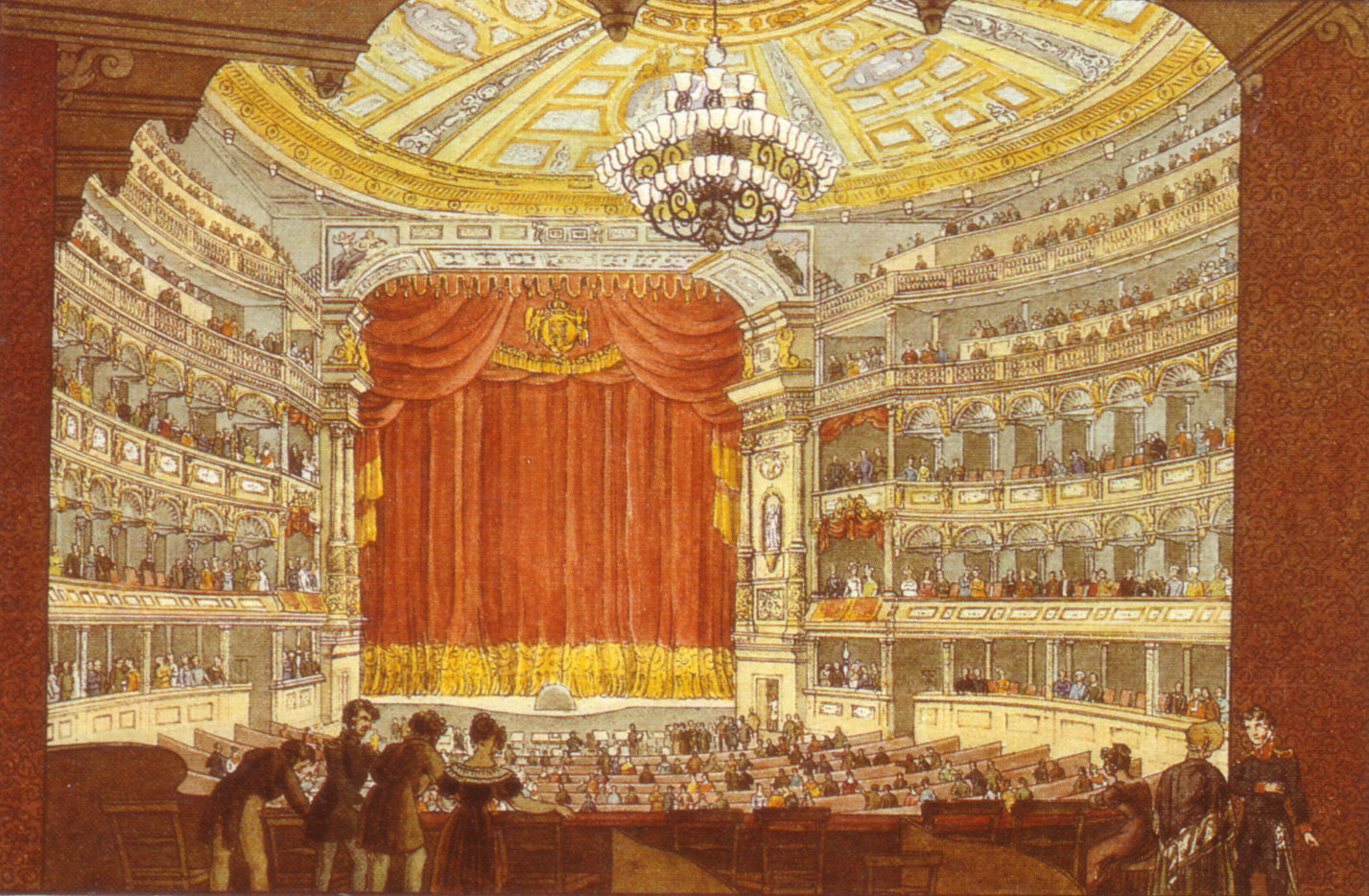
Interiér první opery
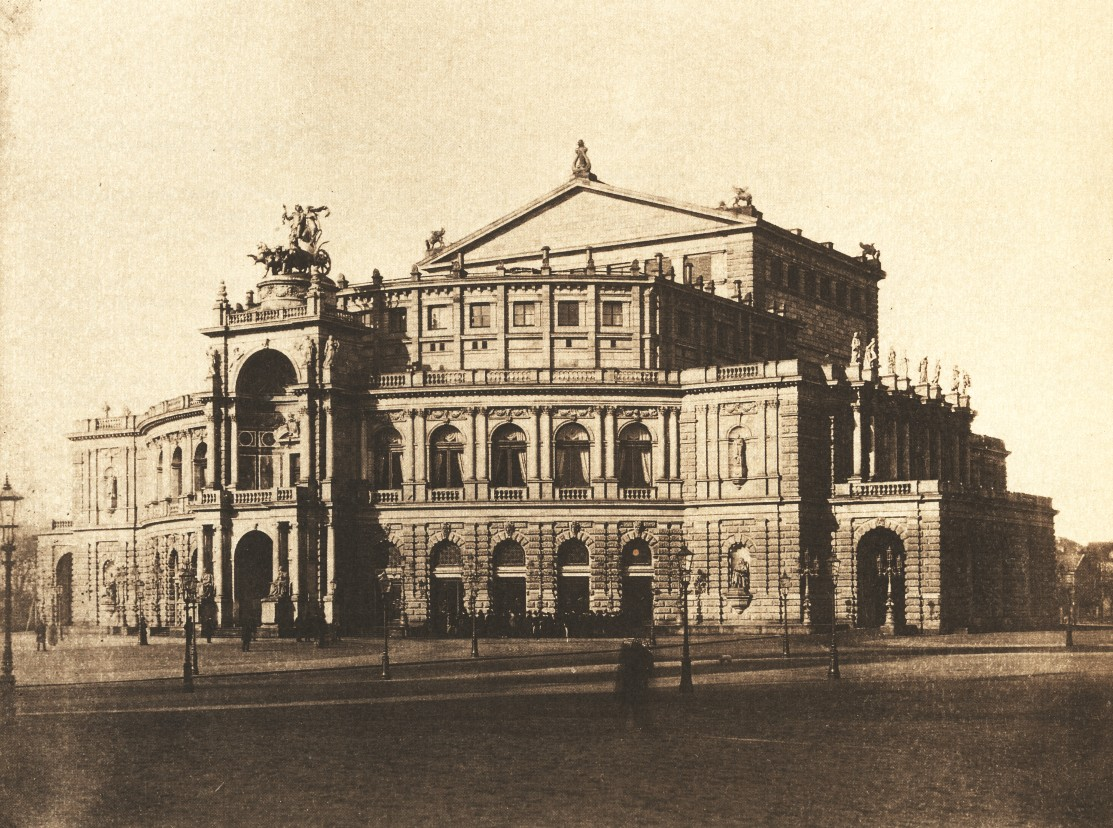
Druhá opera v roce 1880
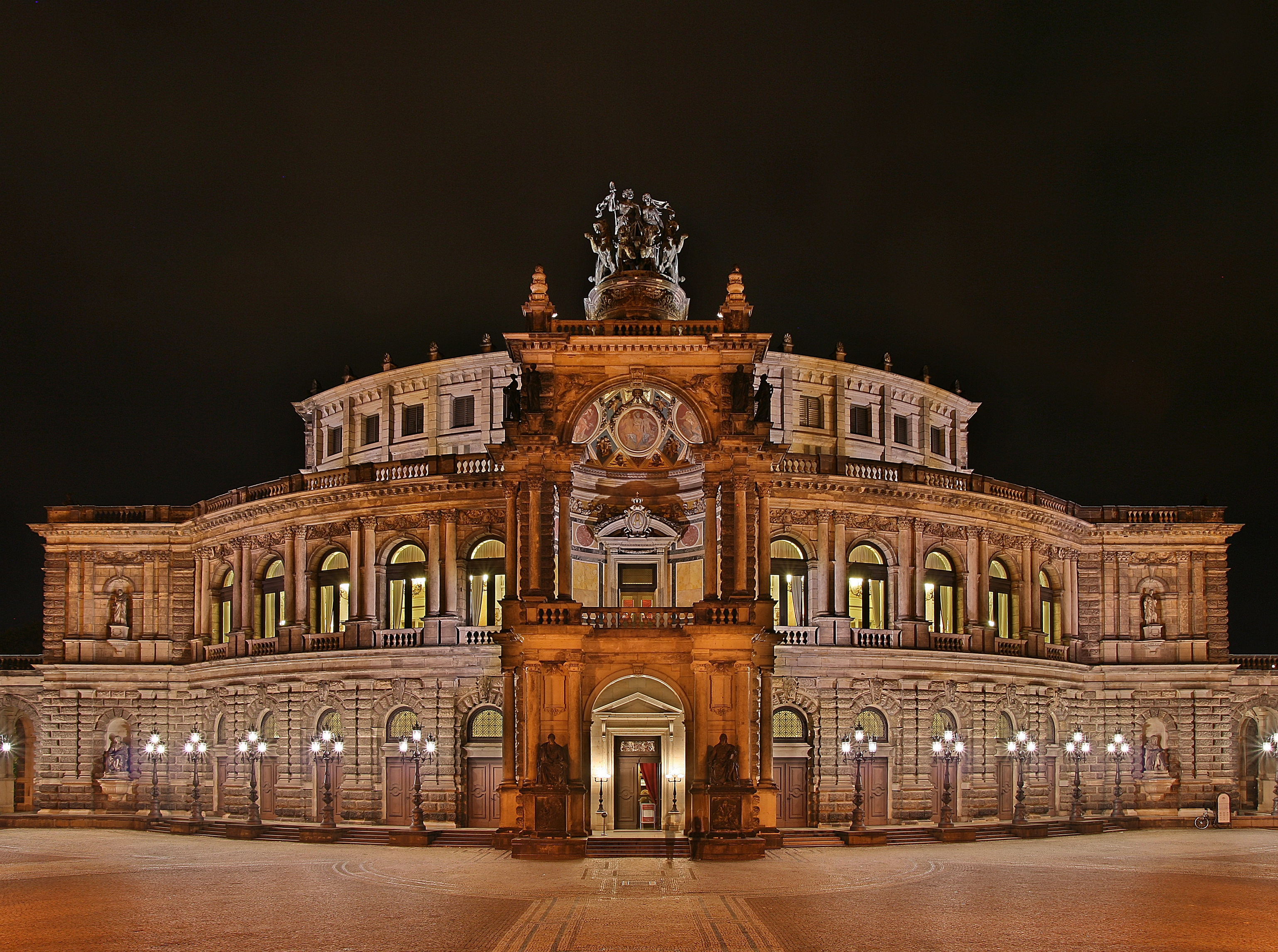
Průčelí Semperovy opery večer
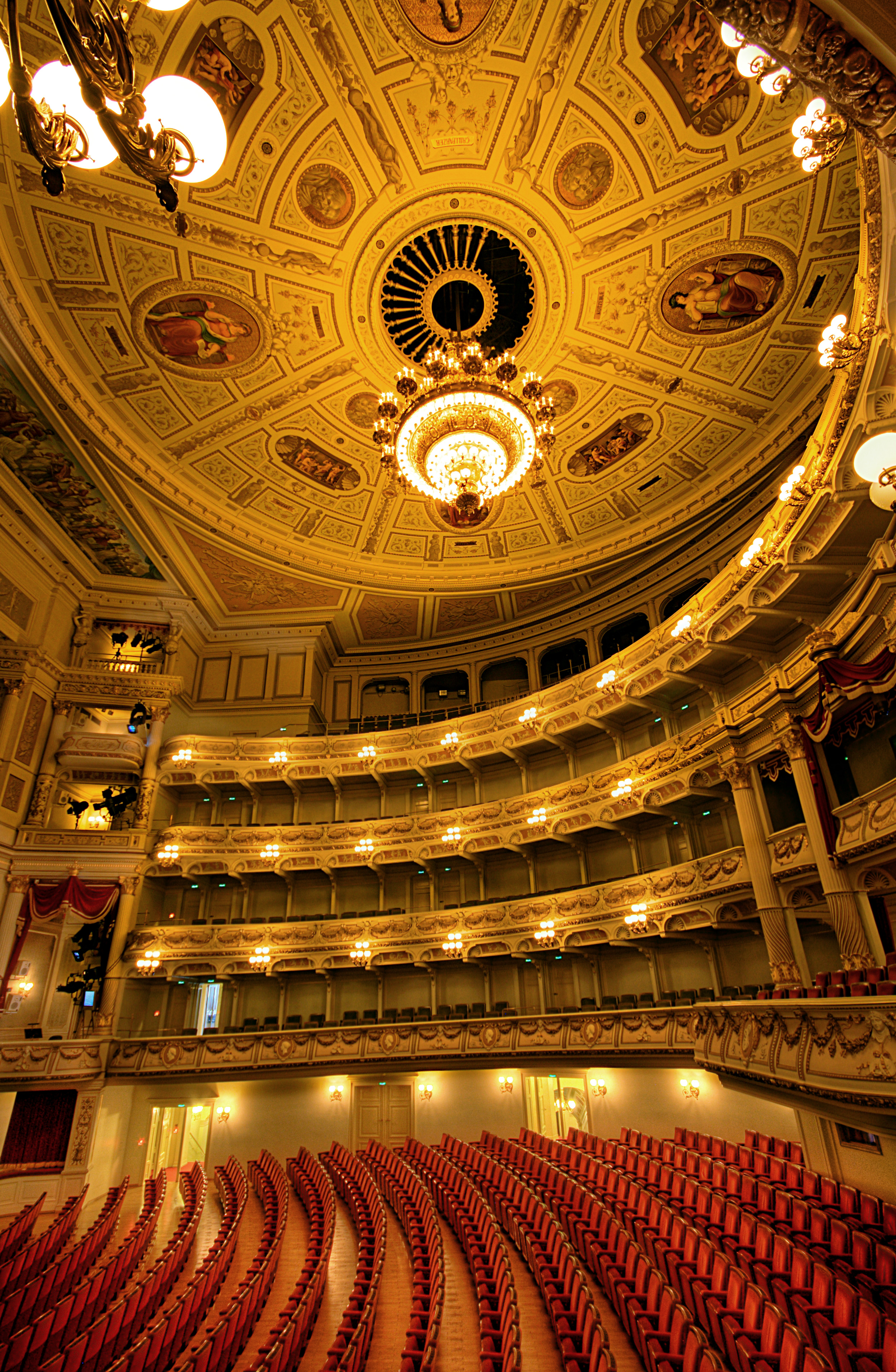
Pohled do operního sálu
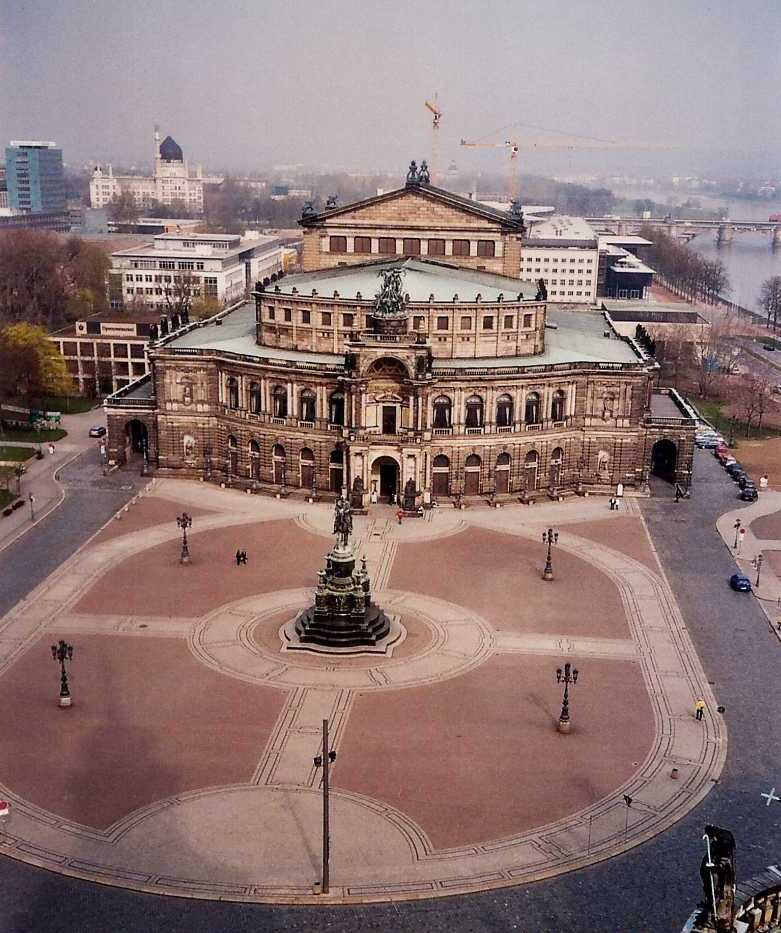
Opera s náměstím
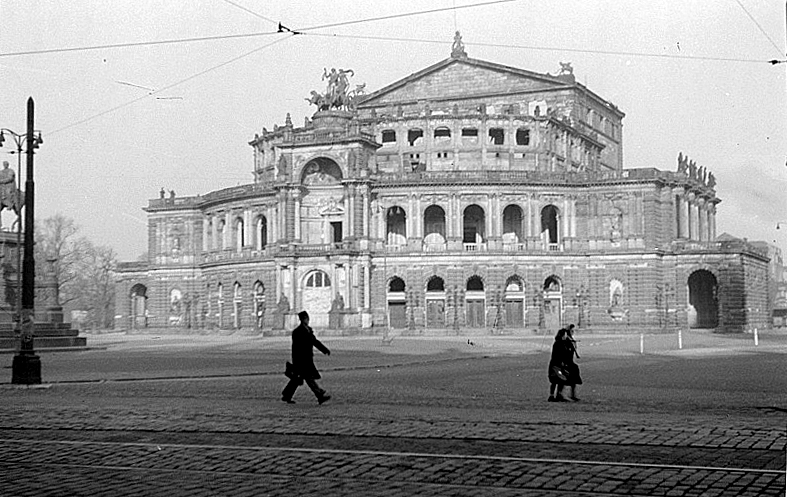
Budova v červenci 1945